# Мадемуазель Стриптиз
«Мадемуазель Стриптиз» (або Обриваючи пелюстки маргаритки, фр. En effeuillant la marguerite) — французька ексцентрична кінокомедія 1956 року. У головних ролях — Бріжіт Бардо й Даніель Желен.
Незважаючи на назву, фільм не містить жодної оголеної сцени.

## Сюжет
Фільм розповідає про пригоди юної Аньєс Дюмон, доньки Генерала Дюмона, яка прагне стати письменницею й публікує пікантний роман за назвою «Обриваючи пелюстки маргаритки». Це приводить до конфлікту з батьком; вона втікає з дому й їде в Париж до свого брата. Однак у результаті непорозуміння вона опиняється в скрутному становищі й вирішує взяти участь в аматорському конкурсі стриптизерок з метою заробити на життя. Одночасно вона знайомиться із журналістом Даніелем, що пише репортаж про цю подію, і між ними розпочинається роман.

## У ролях
- Бріжіт Бардо — Аньєс Дюмон
- Данієль Желен — Даніель Руа, журналіст France Actualité
- Робер Ірш — Роже Віталь, фотограф
- Деррі Каул — Юбер Дюмон, брат Аньєс
- Лучіана Палуцці — Софія
- Надін Тальє — Магалі
- Морісе — Мосьє Валентін
- Жак Дюмеснел — Генерал Дюмон
- Анн Колет — секретарка